# Brachychira davus
Brachychira davus är en fjärilsart som beskrevs av Sergius G. Kiriakoff 1965. Brachychira davus ingår i släktet Brachychira och familjen tandspinnare. Inga underarter finns listade i Catalogue of Life.